# АТХ код A09
АТХ код A09 (англ. ATC code A09)  «Препараты, способствующие пищеварению (включая ферментные препараты)» — раздел система буквенно-цифровых кодов Анатомо-терапевтическо-химической классификации, разработанных Всемирной организацией здравоохранения для классификации лекарств и других медицинских продуктов. Подгруппа А09 является частью группы препаратов A «Препараты, влияющие на пищеварительный тракт и обмен веществ».
Коды для применения в ветеринарии (ATCvet коды) могут быть созданы путём добавления буквы Q в передней части человеческого Код ATC: QA09.
Из-за различных национальных особенностей в классификацию АТС могут включаться дополнительные коды, которые отсутствуют в этом списке, который составлен Всемирной организацией здравоохранения.

## A09A Препараты, способствующие пищеварению (включая ферментные препараты)

### A09AA Пищеварительные ферментные препараты
- A09AA01 Диастаза
- A09AA02 Мультиферментные препараты (липаза, протеаза ит.д.)
- A09AA03 Пепсин
- A09AA04 Тилактаза

### A09AB Кислоты
- A09AB01 Глутаминовой кислоты гидрохлорид
- A09AB02 Бетаина гидрохлорид
- A09AB03 Соляная кислота
- A09AB04 Лимонная кислота

### A09AC Комбинация пищеварительных ферментных препаратов и кислотосодержащих препаратов
- A09AC01 Пепсин и кислотосодержащие препараты
- A09AC02 Полиферментные и кислотосодержащие препараты